# Reformklubben
Reformklubben är en svensk kommunikationsbyrå som arbetar med public relations (PR) och public affairs (PA). 
Reformklubben, som tagit namnet från den herrklubb i London som förekommer i Jules Vernes roman Jorden runt på 80 dagar, grundades 2011 av fyra konsulter som tidigare arbetat på kommunikationsbyrån Gullers Grupp, där en av grundarna, Fredrik Runsiö, varit vd. Kommunikationsbyrån är partnerägd, vilket betyder att ägarna själva arbetar i företaget.
I företagsgruppen ingår även reklambyrån Reform Act.

## Reform Society
Sedan 2017 samsas Reformklubben med fyra andra byråer i federationen Reform Society. Reform Act och Reform Act Danmark skapar digitala kampanjer som syftar till att engagera människor i en viss fråga. Re-think ägnar sig åt datadriven analys och Reform Dev utformar avancerade tekniklösningar.
Reformklubbens och Reform Acts digitala kampanj Alkoholstör vann guld i kategorin Best use of humour och silver i kategorin Best use of Internet på Pollie Awards, en internationell tävling för politiska kampanjer. Pollie Awards arrangeras av American Association of Political Consultants.